# Handlingsteori
Handlingsteori är den del av filosofin där man studerar olika teorier för de processer som ligger bakom avsiktliga handlingar och rörelser. Detta idéområde har rönt stort intresse från många filosofer sedan Aristoteles tredje bok Den nikomachiska etiken. Ämnet har också blivit allt mer intressant för diverse samhällsvetenskaper. I och med utvecklingen av psykologin och neurologin har många gamla handlingsteorier blivit testade genom empiriska undersökningar.
Många handlingsteoretiker har beskrivit en handling som ett beteende orsakat av en agent under en specifik situation. Agentens uppfattningar och önskningar leder till och förklarar ett beteende, om det är avsiktligt. Den amerikanske filosofen Michael Bratman har belyst vissa problem med detta synsätt och menar att vi ska se på konceptet intention som grundläggande och icke analyserbart till uppfattningar och önskningar (engelska: beliefs and desires).
Enligt vissa teorier är en önskan, samt en uppfattning om hur man tillfredsställer denna önskan, orsaken till alla avsiktliga handlingar. Det finns dock vissa som invänt mot detta. Uppfattningen att jag bör göra X, kan hävdas göra så att jag gör det, utan att jag önskar att handla i enlighet med X. Rationalitet involverar enligt dessa teorier att svara korrekt till de skäl att handla som en agent märker av, och inte bara agera i enlighet med ens önskningar.
Medan handlingsteoretiker vanligtvis formulerar sina teorier om mänskligt handlande i termer av kausalitet, har frågan om vad som orsakar ett avsiktligt agerande gett upphov till flera kontroverser i frågan gällande den fria viljans existens och natur. Konceptuella diskussioner råder också runt definitionen av ett avsiktligt agerande. Tänkare inom ämnet är ofta oeniga om vilka handlingar som faller under kategorin.
En text som blivit en modern klassiker inom handlingsteori är Donald Davidsons Actions, reasons and causes, först publicerad i Journal of Philosophy 1963.

## Framstående handlingsteoretiker
- G.E.M. Anscombe
- Jonathan Bennett
- Michael Bratman
- August Cieszkowski
- Donald Davidson
- Fred Dretske
- Harry Frankfurt
- Jürgen Habermas
- Rosalind Hursthouse
- David Hume
- Jennifer Hornsby
- Immanuel Kant
- Robert Kane
- Anthony Kenny
- Hans Joas
- Alfred R. Mele
- John Searle
- Michael Thompson
- Charles Taylor
- Richard Taylor
- Georg Henrik von Wright
- Ludwig Wittgenstein
- Max Weber